# Muerte en la Catedral
Muerte en la Catedral es el quinto álbum solista del músico argentino Litto Nebbia. Publicado por RCA Vik, es considerado no solo uno de los mejores de la prolífica obra de Nebbia, sino de los grandes álbumes del rock argentino.
Fue grabado entre mayo y junio de 1973 en los Estudios RCA de Buenos Aires, en ocho canales, producido por Nebbia y Ciro Fogliatta. El arte de tapa fue realizado por el artista plástico Pérez Celis.
En 2007, la edición argentina de la revista Rolling Stone ubicó a Muerte en la Catedral en el puesto 75 entre los cien mejores discosdel rock argentino.

## Historia
Tras la disolución de Los Gatos, Nebbia se embarca en una carrera solista muy a pesar de su sello discográfico, que argumentaba que Litto Nebbia no era un nombre comercial. Después de tres discos con suerte dispar (la canción "Rosemary" se convirtió en un enorme éxito), Nebbia publica "Huinca" a través del sello Trova, «Se me ocurrió una cosa: no le vamos a poner Litto Nebbia en la tapa sino Huinca, y yo aparezco caminando de espaldas, al fondo, entonces no le podían hacer un juicio», recordó el músico en declaraciones a Página/12.
Sin embargo, RCA amenaza con acciones legales a Nebbia y al director de Trova, Alfredo Radoszinsky. Hacia 1972, casi en simultáneo, salen Nebbia’s Band (RCA) y Despertemos en América (por Trova, ya que RCA no quería lanzarlo). Este último disco fue prohibido, por el título. «Salen dos discos en una semana, para dos sellos distintos, pero yo no tengo nada, porque Nebbia’s Band ya no existía y al otro lo habían prohibido. Entonces, en medio de ese franeleo de que te apreciamos, volvé acá, y toda esa mierda que te dicen, firmo para grabar un disco nuevo en RCA, que sería Muerte en la Catedral», indicó Nebbia.
Muerte en la Catedral es el primer material registrado por Nebbia con Jorge “Negro” González en bajo y Néstor Astarita en batería. El Litto Nebbia Trío -como se conoció al grupo- duró poco más de seis años. Este álbum incluye, además, las primeras colaboraciones de Nebbia con Mirtha Defilpo, letrista de "Mendigo de la luna" y "La operación es simple".
El álbum fue grabado en solo 40 horas en los estudios de RCA en la ciudad de Buenos Aires, en una máquina de ocho canales. Las bases del trío fueron grabadas en vivo, con las voces incorporadas más tarde. 
«La idea central en "Muerte en la Catedral" es que nadie tiene más fe, porque eso es lo que pasaba en el país en ese momento, por los milicos, por el sindicalismo, por lo que fuere, había un descreimiento total. Entonces es un tema que recorre las letras del álbum, porque 'El revólver es un hombre legal” también habla de eso, es como decir que una expresión de violencia se acepta que está bien, como si fuera una moneda corriente», explicó Nebbia sobre la temática del disco.

## Lista de canciones
Todos los temas con letra y música de Litto Nebbia, excepto donde se indica.
| N.º | Título                                                                | Duración |
| --- | --------------------------------------------------------------------- | -------- |
| 1.  | Vals de Mi Hogar                                                      | 3:52     |
| 2.  | El Revolver Es un Hombre Legal                                        | 5:02     |
| 3.  | Señora Muerte                                                         | 5:41     |
| 4.  | Mendigo de la Luna (Letra: Mirtha Defilpo / Música: Litto Nebbia)     | 3:49     |
| 5.  | El Otro Cambio, los que Se Fueron                                     | 4:08     |
| 6.  | La Operación Es Simple (Letra: Mirtha Defilpo / Música: Litto Nebbia) | 4:28     |
| 7.  | Dios en Más                                                           | 5:50     |
| 8.  | Muerte en la Catedral                                                 | 8:27     |
| 9.  | Despedida del Trabajo No. 2                                           | 2:34     |
| 10. | Señora Vida                                                           | 2:47     |

## Personal
- Litto Nebbia: voz, guitarra, órgano, piano eléctrico, coros
- Jorge González: contrabajo eléctrico
- Néstor Astarita: batería

### Artistas invitados
- Pérez Celis: arte.
- Olkar Ramírez: sección fotográfica.
- Oscar Moro: batería en "Dios es más".
- Roque Narvaja: solo de guitarra en "El revólver es un hombre legal".
- Ciro Fogliatta: piano y órgano.
- Rodolfo Alchourrón: arreglos y dirección de cuerdas, arpa y corno.
- Bernardo Baraj: saxo tenor y flauta traversa.
- Gustavo Moretto: trompeta y trombón.
- Mirtha Defilpo: letras de "La operación es simple" y "Mendigo de la luna".
- Domingo Ferreyra: asistente técnico de “El Trío”.[5]